# 朱舜水

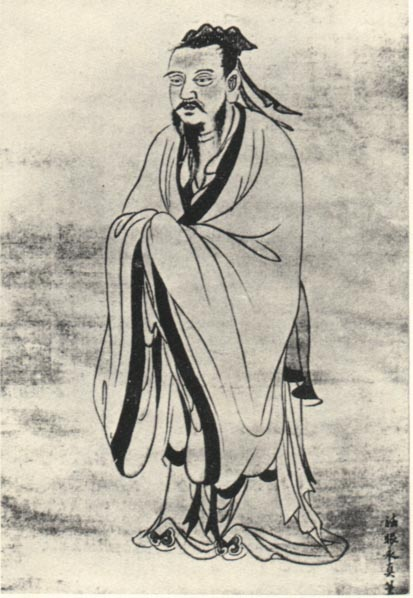
朱舜水像

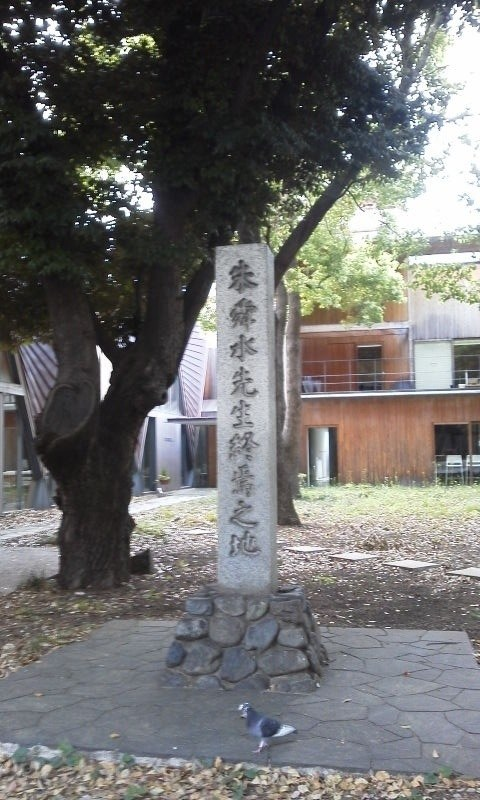
東京大学農学部内には“朱舜水先生終焉之地”と記された碑がある

朱 舜水（しゅ しゅんすい、万暦28年10月12日（1600年11月17日） - 天和2年4月17日（1682年5月24日））は、中国明の儒学者。江戸時代初期に来日。舜水は号。諱は之瑜。字は魯璵。「漢土西看白日昏、傷心胡虜拠中原。衣冠誰有先朝制、東海翻然認故園」という七言絶句を残した（『 避地日本感賦』二首のうち、その一）。

## 略歴
紹興府餘姚県に生まれる。中国では李自成の乱により崇禎17年（1644年）に明朝が滅亡し、李自成は満洲民族に駆逐され新王朝である清朝が成立する。舜水は仕官はしていなかったものの鄭成功親子など明朝遺臣が華南を中心に明朝再興のため活動を開始すると運動に参加し、軍資金を得るため日本やベトナムへも渡り貿易などを行い、南明政権の魯王朱以海や、台湾に拠った鄭成功を支援し、永暦13年（1659年）7月の南京攻略戦にも参加している。
舜水は鄭成功が鎖国政策下の日本へ救援を求める日本請援使として派遣されていた。正保4年（1647年）、慶安4年（1651年）、承応3年（1653年）、万治元年（1658年）にそれぞれ長崎に立ち寄っている。南京攻略戦の敗退後、万治2年（1659年）冬に復明運動を諦め日本の長崎へ亡命を希望するが、通事所から在留許可の返事が遅れたことから一旦帰国する。流寓生活を送りながら、それまで書面のみの交流であった筑後柳河藩の儒者の安東省菴に連絡をとり、舜水が長崎奉行の許可を得て長崎に落ち着いたのは、万治3年（1660年）から寛文元年（1661年）の間で、舜水は60歳を超えていた。舜水とはじめて長崎で対面した安東省菴は、その人物に感銘を受け、以降2人は師弟の交わりとなった。
明末清初の時期には中国から日本へ多くの文人が渡来し、大名家では彼らを招聘することが行われていたが、寛文5年（1665年）6月には常陸水戸藩主の徳川光圀が彰考館員の小宅処斎を派遣して舜水を招聘し、同年7月には江戸に移住する。
舜水の学問は、朱子学と陽明学の中間にあるとされ、理学・心学を好まず空論に走ることを避け、実理・実行・実用・実効を重んじた（経世致用の学にも通じる）。
光圀は舜水を敬愛し、水戸学へ思想的影響を与えたほか、光圀の就藩に際しては水戸へも赴いており、光圀の修史事業（後に『大日本史』と命名）の編纂に参加した安積澹泊や、木下順庵・山鹿素行らの学者とも交友し、漢籍文化を伝える。83歳で死去。
死後には光圀により遺稿の編纂が行われ、正徳5年（1715年）には『舜水先生文集』全28巻としてまとめられる。東京大学農学部内には“朱舜水先生終焉之地”と記された碑がある。
『舜水先生文集』全28巻は、神奈川大学（実学重視を学風としている大学である）図書館に所蔵されている。
墓所は水戸藩主累代の墓地である瑞龍山（茨城県常陸太田市）で、明朝様式の墓が建てられた。
魯迅が書いた短編「藤野先生」のはじめに「明の遺民朱舜水が客死したところ」として、東京の日暮里から出てきた汽車で通過した水戸の地名が記録されている。

## 著作
- 朱謙之 編『朱舜水集』上、下（中華書局、昭和56年（1981年）） ISBN 7-101-00708-2
- 徐興慶 編『新訂朱舜水集補遺』（台湾大学出版中心、平成16年（2004年）） ISBN 957-01-8826-X

## 伝記
- 石原道博『朱舜水』（吉川弘文館人物叢書、平成元年（1989年）新装版） ISBN 4-642-05179-1

## 朱舜水記念館
- 日本に亡命するまで暮らした上海市松江区に「朱舜水記念館」がある。朱舜水を日中友好交流の先駆者として、1990年に開館した。